# ATF6
El factor de transcripción activador 6, también conocido como ATF6 (de sus siglas en inglés Activating Transcription Factor 6), es una proteína codificada en humanos por el gen atf6, implicada en respuesta a la presencia de proteínas mal plegadas.

## Función
ATF6 es un factor de transcripción transmembrana del retículo endoplasmático (RE) regulado por estrés que activa la transcripción de las moléculas del RE. La acumulación de proteínas mal plegadas en el RE resulta en la proteólisis de ATF6. La región citosólica de ATF6 se translocará al núcleo y actuará como un factor de transcripción que activará la expresión de chaperonas del RE.

## Interacciones
La proteína ATF6 ha demostrado ser capaz de interaccionar con:
- YY1[6]
- Factor de respuesta al suero[7]